# Luzon-Bergstreifenratte

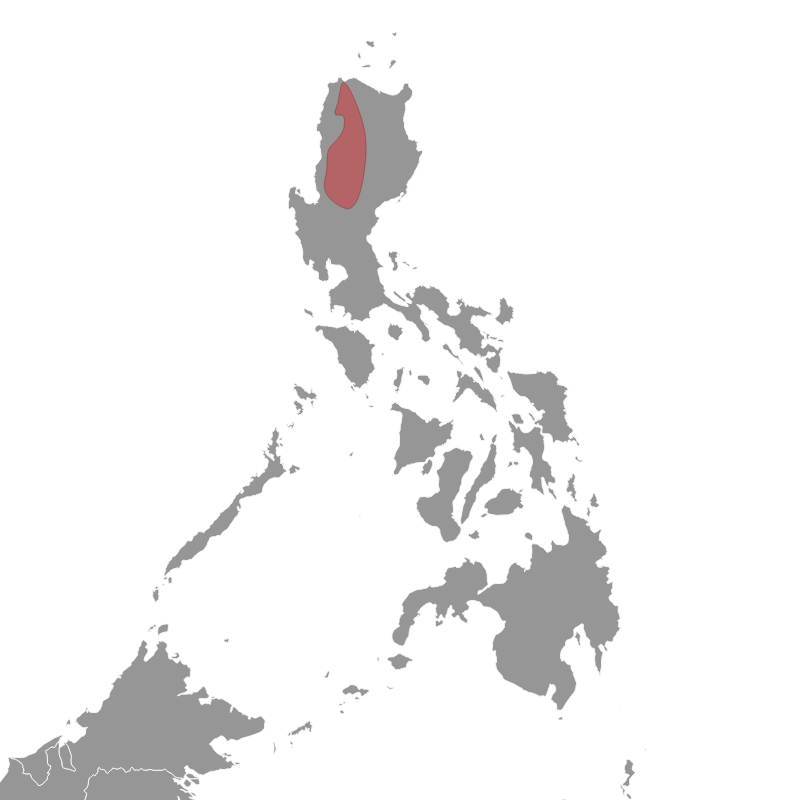
Verbreitungsgebiet der Luzon-Bergstreifenratte

Die Luzon-Bergstreifenratte (Chrotomys whiteheadi) ist ein auf den Philippinen verbreitetes Nagetier in der Gattung der Luzon-Streifenratten innerhalb der Unterfamilie der Altweltmäuse.

## Merkmale
Die Art ist mit einer Gesamtlänge von 254 bis 310 mm, inklusive eines 95 bis 135 mm langen Schwanzes sowie mit einem Gewicht von 105 bis 190 g ein mittelgroßes Nagetier. Die Hinterfüße sind 36 bis 40 mm lang und die Länge der Ohren beträgt 23 bis 27 mm. Kennzeichnend sind ein gedrungener Körper, ein dicker Schwanz, eine leicht längliche Schnauze und kleine Augen. Auf dem weichen, dichten und schwarzbraunen Fell des Rückens befindet sich der namensgebende helle Längsstreifen. Dieser ist bei älteren Exemplaren am breitesten. Verglichen mit der Luzon-Flachlandstreifenratte hat dieses Tier ein bleicheres Fell und längere Haare. Der Luzon-Spitzmausratte fehlt der helle Streifen. Die vier paarig angeordneten Zitzen der Weibchen liegen im Leistenbereich. Im Gegensatz zu anderen Gattungsmitgliedern enthält der diploide Chromosomensatz dieser Art 38 Chromosomen.

## Verbreitung
Die Luzon-Bergstreifenratte lebt im nördlichen Teil der Insel Luzon. Sie bewohnt Gebirge zwischen 925 und 2700 Meter Höhe. Die Exemplare halten sich in Bergwäldern auf und besuchen Kulturlandschaften wie Plantagen, Gärten und Reisfelder mit dichterem Bewuchs. Sie meiden Grasflächen und offene Landwirtschaftsflächen.

## Lebensweise
Diese Langschwanzmaus kann zu allen Tageszeiten aktiv sein. Sie teilt ihr Revier mit verschiedenen anderen Nagetieren und frisst Regenwürmer sowie andere Wirbellose. Dazu zählt auch die Schnecke Pomacea canaliculata, die als Landwirtschaftsschädling auftritt. Weibchen waren meist mit zwei Nachkommen trächtig.

## Gefährdung
In tieferen Lagen ist der Bestand durch Landschaftsveränderungen bedroht. Die IUCN listet die Luzon-Bergstreifenratte als nicht gefährdet (least concern), da sie recht häufig auftritt und anpassungsfähig ist.